# Zié Diabaté
Zié Diabaté (M'Pody, 2 maart 1989) is een Ivoriaans voetballer die speelt als verdediger.

## Carrière
Zié Diabaté speelde bij Kabby Sport Bongouanou toen hij in 2008 door trainer Mircea Rednic naar Dinamo Boekarest werd gehaald. De linksvoetige verdediger met de grote sprongkracht was aanvankelijk geen vaste waarde bij de Roemeense topclub en kwam regelmatig in actie voor het reserve-elftal. Pas in het seizoen 2011/12 brak hij door in het eerste elftal.
Meteen na zijn doorbraak maakte Diabaté de overstap naar de Franse eersteklasser Dijon. Hij tekende in januari 2012 een contract bij Dijon, dat zes maanden later naar Ligue 2 degradeerde. Na een half jaar in de tweede divisie haalde zijn ex-coach Rednic hem naar Standard Luik. Hij werd er verenigd met oud-ploegmaats Adrian Cristea en George Țucudean. Op 16 maart 2013 debuteerde hij voor Standard in de met 0-2 verloren thuiswedstrijd van KSC Lokeren. Hij speelde de volledige wedstrijd.
Na het ontslag van Mircea Rednic werd hij ook bedankt voor bewezen diensten en keerde hij na een uitleenbeurt terug naar Dijon.
Diabaté speelde het volgende seizoen weinig bij Dijon, Gent bood een oplossing en huurde hem voor 6 maanden. Bij Gent maakte hij zijn debuut op het veld van KRC Genk, waar hij in de 45ste minuut een assist afleverde voor Yaya Soumahoro die de 1-2 binnenschoot.
In 2005 nam Diabaté met Ivoorkust deel aan het WK -17 in Peru. Hij kwam op het jeugdtoernooi één wedstrijd in actie.

## Statistieken
| Seizoen | Club             | Land               | Competitie    | Competitie | Competitie | Beker | Beker | Internationaal | Internationaal | Totaal | Totaal |
| Seizoen | Club             | Land               | Competitie    | Wed.       | Dlp.       | Wed.  | Dlp.  | Wed.           | Dlp.           | Wed.   | Dlp.   |
| ------- | ---------------- | ------------------ | ------------- | ---------- | ---------- | ----- | ----- | -------------- | -------------- | ------ | ------ |
| 2007/08 | Dinamo Boekarest | Vlag van Roemenië  | Liga 1        | 1          | 0          | 0     | 0     | 0              | 0              | 1      | 0      |
| 2008/09 | Dinamo Boekarest | Vlag van Roemenië  | Liga 1        | 8          | 0          | 0     | 0     | 0              | 0              | 8      | 0      |
| 2009/10 | Dinamo Boekarest | Vlag van Roemenië  | Liga 1        | 8          | 0          | 0     | 0     | 6              | 0              | 14     | 0      |
| 2010/11 | Dinamo Boekarest | Vlag van Roemenië  | Liga 1        | 16         | 0          | 2     | 0     | 0              | 0              | 18     | 0      |
| 2011/12 | Dinamo Boekarest | Vlag van Roemenië  | Liga 1        | 17         | 0          | 3     | 0     | 4              | 0              | 24     | 0      |
| 2011/12 | Dijon FCO        | Vlag van Frankrijk | Ligue 1       | 14         | 0          | 1     | 0     | 0              | 0              | 15     | 0      |
| 2012/13 | Dijon FCO        | Vlag van Frankrijk | Ligue 2       | 1          | 0          | 2     | 0     | 0              | 0              | 3      | 0      |
| 2012/13 | → Standard Luik  | Vlag van België    | Eerste klasse | 10         | 0          | 0     | 0     | 0              | 0              | 10     | 0      |
| 2013/14 | Dijon FCO        | Vlag van Frankrijk | Ligue 2       | 3          | 0          | 0     | 0     | 0              | 0              | 3      | 0      |
| 2013/14 | → AA Gent        | Vlag van België    | Eerste klasse | 9          | 0          | 2     | 0     | 0              | 0              | 11     | 0      |
| 2014/15 | Dijon FCO        | Vlag van Frankrijk | Ligue 2       | 1          | 0          | 1     | 0     | 0              | 0              | 2      | 0      |
| 2015/16 | AC Ajaccio       | Vlag van Frankrijk | Ligue 2       | 30         | 0          | 3     | 0     | 0              | 0              | 33     | 0      |
| 2016/17 | Nîmes Olympique  | Vlag van Frankrijk | Ligue 2       | 0          | 0          | 0     | 0     | 0              | 0              | 0      | 0      |
| Totaal  | Totaal           | Totaal             | Totaal        | 108        | 0          | 22    | 0     | 10             | 0              | 150    | 0      |